# Província de Hizen
Hizen (肥前国, Hizen no kuni) foi uma antiga província do Japão que fazia fronteira com as províncias de Chikuzen e Chikugo. Foi incluída no circuito de Saikaidō e sua área atualmente está espalhada nas prefeituras de Saga e Nagasaki, apesar de não incluir as regiões das províncias de Tsushima e Iki que hoje são parte da prefeitura de Nagasaki.

Mapa das províncias japonesas (1868) com a província de Hizen em destaque

O nome "Hizen" é datado do sistema de reformas Ritsuryō Kokugunri do Período Nara, quando a província foi dividida de Higo. O nome aparece na antiga crônica Shoku Nihongi de 696 d.C.. A antiga capital de Hizen ficava próxima à cidade de Yamato.
Durante o final do Período Muromachi, a província foi o lugar de diversos contatos entre japoneses e missionários e mercadores portugueses e espanhóis. Hirado, e mais tarde Nagasaki, se tornaram grandes centros de comércio exterior, e uma grande porcentagem da população se converteu ao Catolicismo Romano. Toyotomi Hideyoshi dirigiu as invasões da Coreia a partir da cidade de Nagoya, em Hizen, e após a supressão de contatos externos e a proibição do cristianismo (Kirishitan), a Rebelião de Shimabara aconteceu em Hizen.
Durante o Período Edo, Hizen foi dividida entre vários daimyo, mas dominada pelo clã Nabeshima, cujo domínio se centrava no castelo da cidade de Saga. Ao final do Xogunato Tokugawa, Hizen foi dividida entre os seguintes han:
| Domínio              | Daimyō     | Renda (koku) | Tipo   |
| Domínio de Saga      | Nabeshima  | 357000       | tozama |
| Domínio de Ogi       | Nabeshima  | 73000        | tozama |
| Domínio de Shimabara | Matsudaira | 70000        | fudai  |
| Domínio de Hirado    | Matsuura   | 61000        | tozama |
| Domínio de Karatsu   | Ogasawara  | 60000        | fudai  |
| Domínio de Hasunoike | Nabeshima  | 52000        | tozama |
| Domínio de Ōmura     | Ōmura      | 28000        | tozama |
| Domínio de Kashima   | Nabeshima  | 20000        | tozama |
| Domínio de Fukue     | Gotō       | 12000        | tozama |

Durante esse período, o porto de Nagasaki permaneceu como território do tenryō, administrado para o governo Tokugawa pelos Nagasaki bugyō, e continha o posto comercial holandês de Dejima. Depois da Restauração Meiji em 1868, veio a abolição do sistema han em 1871, quando todos os daimyō foram obrigados a entregar seus feudos ao governo Meiji, que dividiu o país em várias prefeituras, consolidadas em 47 prefeituras e 3 áreas urbanas em 1888. A antiga província de Hizen foi dividida entre a atual prefeitura de Saga e uma porção de Nagasaki.